# Gowan Didi
Gowan Didi es un actor francés nacido el 11 de marzo de 1983 en Saint-Brieuc, Bretaña.

## Filmografía
- 2011 : End Game  (cortometraje) de  Maxime Fossier : Dan
- 2011 : Q (película de 2011)  de Laurent Bouhnik : Matt
- 2011 : Petite pute (cortometraje) de Claudine Natkin : Paul